# ヴォー・ティ・ハーオ
ヴォー・ティ・ハーオ（ベトナム語：Võ Thị Hảo、武氏好、1956年 - ）は、ベトナムの作家。

## 来歴
ゲアン省に生まれる。詩に親しみながら幼少期をおくり、1985年から創作活動を始める。1995年に創作コンクールで受賞し、小説や映画シナリオを発表する。小説『この世との絆』ではベトナム戦争で兵士だった男の苦悩、『神がかった呪文』では国際援助をめぐる腐敗を寓話的に描いている。
ジャーナリストとしても活動し、ホーチミン市女性新聞のハノイ支局長をつとめている。

## 主な著作
日本語訳
- 『この世との絆』 - 『ベトナム現代短編集 1』 加藤栄訳、大同生命国際文化基金〈アジアの現代文芸〉、1995年。
- 『神がかった呪文』 - 『ベトナム現代短編集 2』 加藤栄訳、大同生命国際文化基金〈アジアの現代文芸〉、2005年。